# Galerie des Beaux-Arts - donation et collection de Rajko Mamuzić
La galerie des Beaux-Arts - donation et collection de Rajko Mamuzić (en serbe cyrillique : Галерије ликовне уметности - Поклон збирке Рајка Мамузића ; en serbe latin : Galerije likovne umetnosti - Poklon zbirke Rajka Mamuzića) est un musée consacré à l'art serbe de la seconde moitié du XXe siècle situé à Novi Sad, la capitale de la province autonome de Voïvodine, en Serbie. Elle a été créée à la suite d'un don effectué par Rajko Mamuzić. Le bâtiment dans lequel la galerie est installée est inscrit sur la liste des monuments culturels protégés de la république de Serbie (identifiant n° SK 1074).

## Architecture

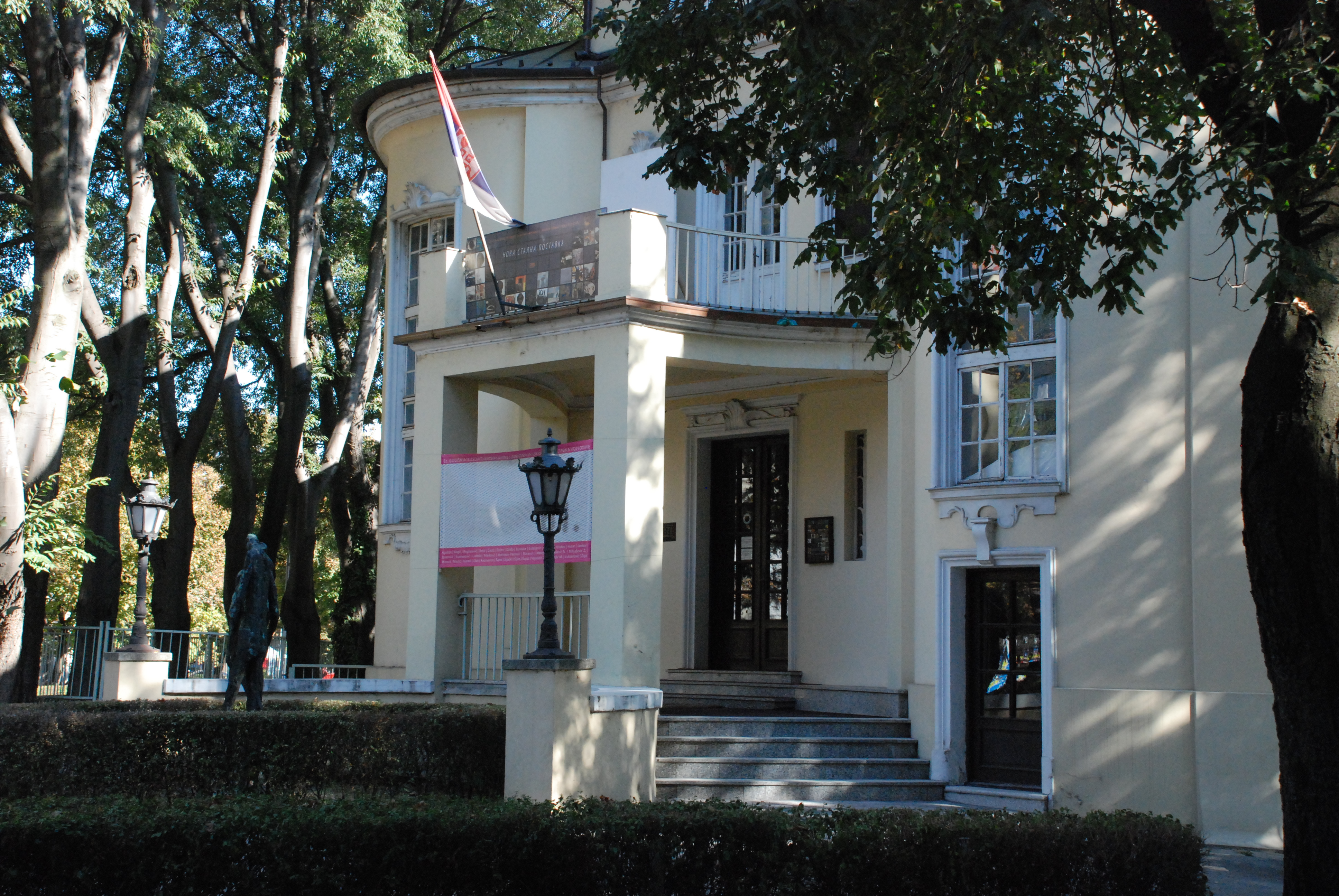
Détail de l'entrée

Le bâtiment qui abrite la galerie a été construit sur des plans de l'architecte Filip Smith, qui l'a conçu pour la famille Radulović de Novi Sad.

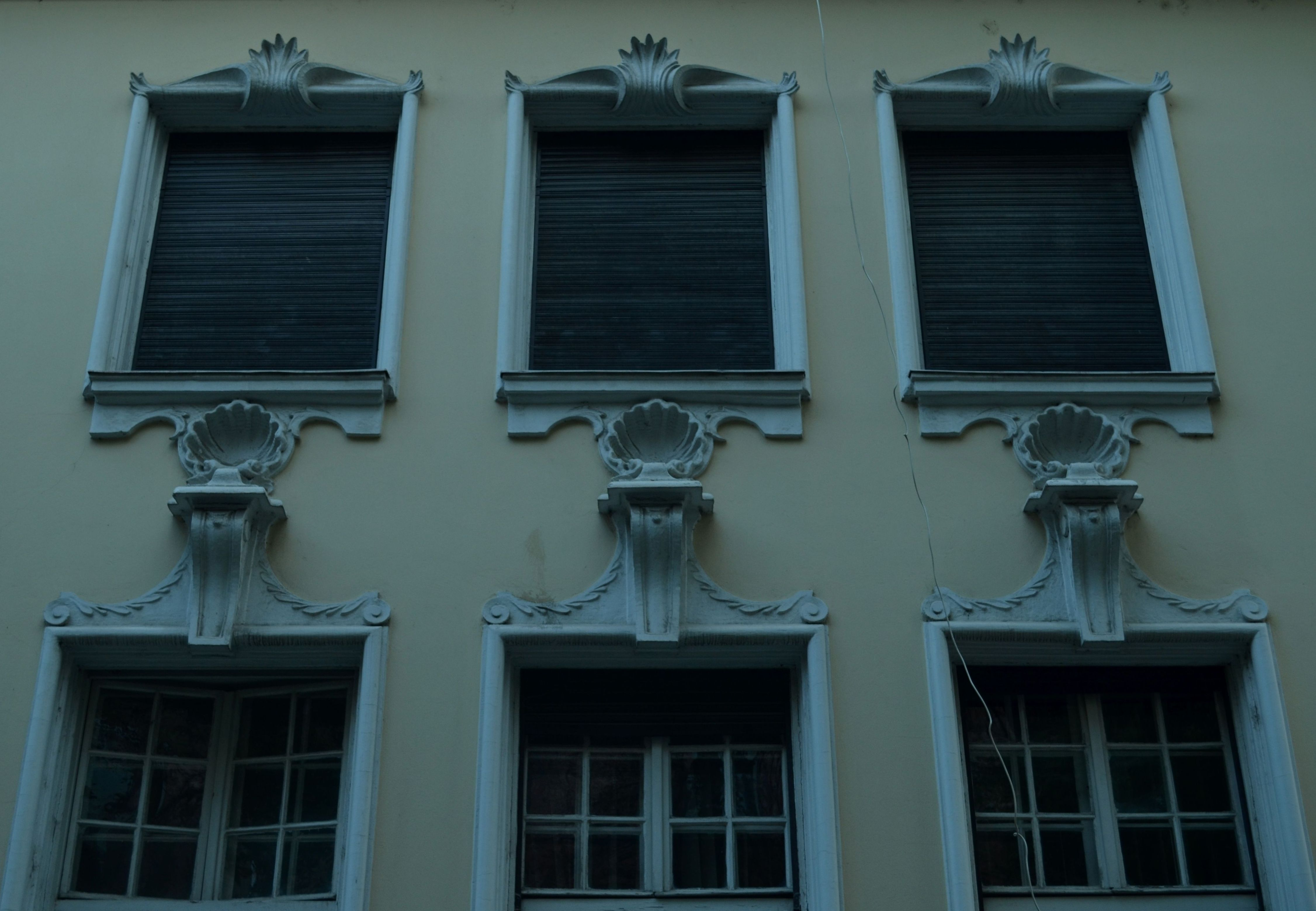
Détail de fenêtres

## Collections permanentes
Le fonds de la galerie est une anthologie des beaux-arts serbe de la seconde moitié du XXe siècle. Il présente les œuvres de 35 artistes : Danica Antić, Miloš Bajić, Slavoljub Slava Bogojević, Kosara Bokšan, Lazar Vozarević, Lazar Vujaklija, Matija Vuković, Angelina Gatalica, Ksenija Divjak, Aleksandar Zarin, Boža Ilić, Nikola Koka Janković, Ljubinka Jovanović, Olivera Kangrga, Majda Kurnik, Aleksandar Luković-Lukijan, Stevan Maksimović, Mario Maskareli, Milorad Bata Mihailović, Mirjana Koka Mihać, Edo Murtić, Petar Omčikus, Vladeta Petrić, Boško Petrović, Zoran Petrović, Milan Popović, Mića Popović, Milica Ribnikar, Ljubica Cuca Sokić, Jovan Soldatović, Mladen Srbinović, Aleksandar Tomašević, Stojan Ćelić, Branko Filipović-Filo et Dragutin Cigarčić.